# 亞馬喇前地 (巴士總站)
亞馬喇前地（葡萄牙語：Praça Ferreira Amaral），俗稱：亞馬喇、葡京轉乘站、亞馬喇轉乘站，正式名稱“亞馬喇前地公共巴士轉乘區”。本站位於澳門半島南部，是亞馬喇前地的一部份，毗鄰嘉樂庇總督大橋，是澳門首個也是最大的公共巴士轉乘區。轉乘區鄰近多個大型娛樂場酒店及商業中心，包括：中銀總行、新葡京、葡京酒店、永利澳門、澳門財富中心及英皇酒店等。
近年為了疏導交通及人流，大部分以往以亞馬喇前地作為總站的巴士路線已經改為其它近亞馬喇前地的站點作為總站或延線。雖然如此，該巴士路線依然會經過或停靠在亞馬喇前地。

## 沿革
- 2004年11月，新福利董事總經理廖僖蕓表示，隨着本地經濟繁榮，交通狀況亦會越趨繁忙，因此，政府、民間、企業及居民都會關注到交通擠塞的問題。新福利前後推出兩期巴士轉乘計劃，雖然可一定程度減輕交通阻塞問題，但要真正紓緩交通壓力，還需政府配合。為此，新福利曾向當局建議在葡京、關閘及港澳碼頭設樞紐站，利本地線網重新佈置，解決交通死結。[1]

- 為落實澳門特區政府推行「公交優先」計劃，土地工務運輸局在亞馬喇前地推出澳門首個巴士轉乘區，目的希望利用較大的空間，以集中巴士線，讓居民於同一地點轉乘巴士，達到“零距離轉乘”效果。提高巴士運作效率。直至2025年2月21日，共有42條、55個方向的路線途經本站，為澳門最多路線使用的站點。[2]

## 歷史
- 2008年2月5日起，本站首次有巴士路線進駐，最初進入該站的路線為MT1、MT2、N1路線。[3]

- 2008年3月19日上午10時開始，位於新葡京門口之「殷皇子馬路／葡京」站正式取消。所有停靠該站的路線改為停靠本站（9、9A路線除外）。但由於同日起，土地工務運輸局進行路面重鋪工程影響，只有七條離島線，包括11、21A、22、25、26A、28A、33路線首先停靠本站。

- 2008年3月28日起，本站正式全面投入運作，除七條離島線之外，3、3A、8、10、10A、10B、12、23、28BX、32路線延伸本站。

- 2008年12月7日起，交通事務局實施第一階段巴士路線調整，25X路線開設，新增停靠本站。

- 2009年4月26日起，交通事務局實施第二階段巴士路線調整。本站由四條通道增至五條通道，同時，路線調整中2A、3X、5X、7A、10X路線開設，以此站為終點站，另外，H1路線亦延伸至本站。

- 2013年10月26日起，交通事務局對本站作出調整，增設F車道，使本站通道增至六條，同時把原停靠C車道的22、25、25X及28A路線改停靠F車道，28C則會改為停靠D車道，C車道只保留22F。另外，MT3U路線開設，新增停靠本站。

- 2014年10月28日起，交通事務局對本站作出調整，50及50X路線分別改停靠B及A車道。[4]
- 2016年12月12日起，本站D車道及E車道路線對調。[5]

- 2017年8月19日，11、MT2路線改停靠E車道。[6]

- 2020年2月29日起，本站整治土建工程動工，本站的D、E車道暫時停用，並臨時新增“新葡京酒店臨時站”和G車道，以下是臨時停靠安排：

| 車道             | 路線 | 方向 |
| ↑ G 車道         | 11路線 MT2路線 | 往氹仔 往氹仔中央公園 |
| ← A 車道         | 停靠路線不變 | |
| →B 車道          | 2A、7路線 3X路線 10X路線 6B、H1路線 9路線 9A、23、32、32T路線 25AX路線 28A路線 50路線 101X路線 MT1路線 MT5路線 N1B路線 | 往東方明珠 往關閘 終點站清客月臺，不提供載客 往山頂醫院 往媽閣 往旅遊塔 往蝴蝶谷大馬路 往柯維納馬路 往路環市區 往港珠澳大橋 往澳門機場 往湖畔大廈 往筷子基北灣 |
| ←C 車道          | 停靠路線不變 | |
| → D、E車道       | 暫停使用 | |
| ↑ F 車道         | 停靠路線不變 | |
| 新葡京酒店臨時站 | 21A路線 22、33路線 25路線 25B路線 26A路線                                                                              | 往九澳油庫 往柯維納馬路 往路環市區 往蓮花圓形地 往黑沙海灘 |
| M69 葡京酒店     | 3、10A、12路線 3A路線 10路線 8路線 23路線 32路線                                                                       | 往外港碼頭 往關閘 往關閘 往回力 往青洲 往筷子基 |

- 2020年3月3日起，50、50B路線返抵尾站亞馬喇前地落客後，臨時改往城市日前地停泊。

- 2020年3月12日起，亞馬喇前地整治土建工程動工，本站的C車道暫時停用，並維持現有安排，50、50B、52、71路線調整為永久循環線，中途停靠該站。以下是臨時停靠安排：

| 車道             | 路線                                                                                        | 方向 |
| ↑ G 車道         | 11路線 MT2路線                                                                              | 往氹仔 往氹仔中央公園 |
| ← A 車道         | 停靠路線不變                                                                                | |
| →B 車道          | 50路線 52路線 71、73路線                                                                    | 往路環市區 往蝴蝶谷大馬路 往澳門大學                                                                                               |
| ←C 車道          | 暫停使用                                                                                    | |
| → D車道          | 2A、7路線 3X路線 6B、H1路線 25AX路線 28A路線 101X路線 MT1路線 MT5路線 N1B路線 N3路線 N5路線 | 往東方明珠 往關閘 往山頂醫院 往蝴蝶谷大馬路 往柯維納馬路 往港珠澳大橋 往澳門機場 往湖畔大廈 往筷子基北灣 往路環市區 往蝴蝶谷大馬路 |
| → E車道          | 9路線 9A、23、32路線                                                                        | 往媽閣 往旅遊塔 |
| ↑ F 車道         | 3AX、39路線 22路線 25、25B路線 28A路線 30X路線 73路線 50、50B、MT1、MT2路線 MT5路線         | 終點站清客月臺，不提供載客 往祐漢第二街 往關閘 往外港碼頭 往關閘 往黑沙環 往城市日前地 往皇朝                                      |
| 新葡京酒店臨時站 | 21A路線 22、33路線 25路線 25B路線 26A路線                                                   | 往九澳油庫 往柯維納馬路 往路環市區 往蓮花圓形地 往黑沙海灘                                                                         |
| M69 葡京酒店     | 3、10A、12路線 3A路線 8路線 10路線 23路線 32路線                                            | 往外港碼頭 往關閘 往關閘 往回力 往外港碼頭 往青洲 往筷子基                                                                         |

- 2020年3月22日起，亞馬喇前地整治土建工程動工，本站的G車道暫時停用，並維持現有安排。以下是臨時停靠安排：

| 車道             | 路線                                                                                        | 方向 |
| ↑ G 車道         | 暫停使用                                                                                    | |
| ← A 車道         | 停靠路線不變                                                                                | |
| →B 車道          | 50路線 52路線 71、73路線                                                                    | 往路環市區 往蝴蝶谷大馬路 往澳門大學                                                                                               |
| ←C 車道          | 11路線 MT2路線                                                                              | 往氹仔 往氹仔中央公園 |
| → D車道          | 2A、7路線 3X路線 6B、H1路線 25AX路線 28A路線 101X路線 MT1路線 MT5路線 N1B路線 N3路線 N5路線 | 往東方明珠 往關閘 往山頂醫院 往蝴蝶谷大馬路 往柯維納馬路 往港珠澳大橋 往澳門機場 往湖畔大廈 往筷子基北灣 往路環市區 往蝴蝶谷大馬路 |
| → E車道          | 9路線 9A、23、32路線                                                                        | 往媽閣 往旅遊塔 |
| ↑ F 車道         | 3AX、39路線 8路線 22路線 25、25B路線 28A路線 30X路線 73路線 50、50B、MT1、MT2路線 MT5路線   | 終點站清客月臺，不提供載客 往工業園街 往祐漢第二街 往關閘 往外港碼頭 往關閘 往黑沙環 往城市日前地 往皇朝                           |
| 新葡京酒店臨時站 | 21A路線 22、33路線 25路線 25B路線 26A路線                                                   | 往九澳油庫 往柯維納馬路 往路環市區 往蓮花圓形地 往黑沙海灘                                                                         |
| M69 葡京酒店     | 3、10A、12路線 3A路線 10路線 8路線 23路線 32路線                                            | 往外港碼頭 往關閘 往關閘 往回力 往青洲 往筷子基                                                                                    |

- 2020年3月26日起，亞馬喇前地整治土建工程動工，本站的A、B、G車道暫時停用，並維持現有安排。以下是臨時停靠安排：

| 車道             | 路線                                                                                        | 方向 |
| ↑ G 車道         | 暫停使用                                                                                    | |
| ← A車道          | 暫停使用                                                                                    | |
| →B 車道          | 暫停使用                                                                                    | |
| ←C1 車道         | 3A路線 8A路線 10A、11、21A路線 26A、N1A、N2路線 33路線                                      | 往司打口 往工業園街 往媽閣 往筷子基北灣 往筷子基                                                                                   |
| →C2 車道         | 11路線 50路線 50B路線 52路線 71、73路線 MT2路線                                             | 往氹仔 往路環市區 往駕考中心 往蝴蝶谷大馬路 往澳門大學 往氹仔中央公園                                                              |
| → D車道          | 2A、7路線 3X路線 6B、H1路線 25AX路線 28A路線 101X路線 MT1路線 MT5路線 N1B路線 N3路線 N5路線 | 往東方明珠 往關閘 往山頂醫院 往蝴蝶谷大馬路 往柯維納馬路 往港珠澳大橋 往澳門機場 往湖畔大廈 往筷子基北灣 往路環市區 往蝴蝶谷大馬路 |
| → E車道          | 6B路線 9路線 9A、23、32路線                                                                 | 往凱泉灣 往媽閣 往旅遊塔 |
| ↑ F 車道         | 3AX、39路線 8路線 22路線 25、25B路線 28A路線 30X路線 73路線 50、50B、MT1、MT2路線 MT5路線   | 終點站清客月臺，不提供載客 往工業園街 往祐漢第二街 往關閘 往外港碼頭 往關閘 往黑沙環 往城市日前地(澳門美高梅) 往皇朝               |
| 新葡京酒店臨時站 | 21A路線 22、33路線 25路線 25B路線 26A路線                                                   | 往九澳油庫 往柯維納馬路 往路環市區 往蓮花圓形地 往黑沙海灘                                                                         |
| M69 葡京酒店     | 3、10A、12路線 3A路線 10路線 8路線 23路線 32路線                                            | 往外港碼頭 往關閘 往關閘 往回力 往青洲 往筷子基                                                                                    |

- 2020年4月18日，亞馬喇前地整治土建工程完工，增設H車道，使轉乘區的通道增至八條，部分路線取消停靠此站。

- 2023年4月29日，逢中港澳長假期期間，101XS路線首度臨時增設並新增停靠此站。[7]

- 2023年12月2日起，10A路線更改編號為60，取消停靠本站。[8]

- 2024年6月1日起，10X路線與原29路線合併，29路線新增停靠此站。[9]

- 2024年6月8日起，逢中港澳假期期間，3T、21AT、26AT路線臨時開設，新增停靠此站。[10]

- 2024年9月12日起，2AS路線新增停靠本站。[11]

## 設施
- 8條候車通道，每條通道有1-3個候車亭；
- 設有6個候車區域，提供8個不同方向路線選擇；
- 在A、B車道之間及C、D車道之間的候車區設有轉乘站指引圖；
- 兩巴站長室；
- 公廁設於地下停車場內；
- 在A通道出口提供給巴士使用的交通燈一組。

## 車站資訊

### 各車道安排
| 車道      | 站點位置   | 路線   | 路線   | 方向                     |
| --------- | ---------- | ------ | ------ | ------------------------ |
| A         | A1 M172/1  | 澳巴   | 101X   | 港珠澳大橋               |
| A         | A1 M172/1  | 澳巴   | 101XS  | 港珠澳大橋               |
| A         | A2 M172/2  | 澳巴   | 3A     | 媽閣碼頭                 |
| A         | A2 M172/2  | 澳巴   | 11     | 媽閣（媽閣交通樞紐）     |
| A         | A2 M172/2  | 澳巴   | 21A    | 媽閣（媽閣交通樞紐）     |
| A         | A2 M172/2  | 澳巴   | N2     | 筷子基北灣               |
| A         | A3 M172/3  | 澳巴   | 8A     | 工業園街                 |
| A         | A3 M172/3  | 新福利 | 26A    | 筷子基北灣               |
| A         | A3 M172/3  | 新福利 | 33     | 筷子基                   |
| A         | A3 M172/3  | 澳巴   | N1A    | 筷子基北灣               |
| B         | B1 M172/4  | 澳巴   | 6B     | 媽閣（媽閣交通樞紐）     |
| B         | B1 M172/4  | 新福利 | 9      | 媽閣（媽閣碼頭）         |
| B         | B2 M172/5  | 新福利 | 9A     | 旅遊塔                   |
| B         | B2 M172/5  | 澳巴   | 23     | 旅遊塔                   |
| B         | B2 M172/5  | 新福利 | 32     | 旅遊塔                   |
| B         | B2 M172/5  | 澳巴   | N1B    | 筷子基北灣               |
| B         | B3 M172/6  | 澳巴   | 3BX    | 關閘（關閘廣場）         |
| B         | B3 M172/6  | 澳巴   | 3X     | 關閘（關閘總站）         |
| C         | C1 M172/7  | 澳巴   | 71     | 澳門大學                 |
| C         | C1 M172/7  | 澳巴   | 73     | 澳門大學                 |
| C         | C2 M172/8  | 澳巴   | 50     | 路環市區                 |
| C         | C2 M172/8  | 澳巴   | 52     | 蝴蝶谷大馬路             |
| C         | C2 M172/8  | 澳巴   | N3     | 路環市區                 |
| C         | C2 M172/8  | 澳巴   | N3夏季 | 黑沙海灘                 |
| C         | C2 M172/8  | 澳巴   | N5     | 蝴蝶谷大馬路             |
| D         | D1 M172/9  | 澳巴   | 3A     | 關閘（關閘廣場）         |
| D         | D1 M172/9  | 澳巴   | 6B     | 山頂醫院                 |
| D         | D1 M172/9  | 澳巴   | 29     | 青洲（青翠花園）         |
| D         | D1 M172/9  | 澳巴   | H1     | 山頂醫院                 |
| D         | D2 M172/10 | 新福利 | 39     | 湖畔大廈                 |
| D         | D2 M172/10 | 澳巴   | 50B    | 駕考中心                 |
| D         | D2 M172/10 | 澳巴   | MT5    | 湖畔大廈                 |
| D         | D3 M172/11 | 澳巴   | 22     | 柯維納馬路               |
| D         | D3 M172/11 | 澳巴   | 28A    | 柯維納馬路               |
| D         | D3 M172/11 | 新福利 | 33     | 柯維納馬路               |
| D         | D3 M172/11 | 澳巴   | N2     | 氹仔客運碼頭             |
| E         | E1 M172/12 | 澳巴   | 11     | 氹仔官也街               |
| E         | E1 M172/12 | 澳巴   | MT2    | 氹仔中央公園             |
| E         | E2 M172/13 | 新福利 | 25B    | 橫琴澳方口岸             |
| E         | E2 M172/13 | 澳巴   | MT1    | 澳門機場                 |
| E         | E3 M172/14 | 新福利 | 25     | 路環市區                 |
| E         | E3 M172/14 | 新福利 | 25AX   | 蝴蝶谷大馬路             |
| F M172/15 | F M172/15  | 澳巴   | 21A    | 九澳油庫                 |
| F M172/15 | F M172/15  | 澳巴   | 21AT   | 路氹連貫公路             |
| F M172/15 | F M172/15  | 新福利 | 26A    | 黑沙海灘                 |
| F M172/15 | F M172/15  | 新福利 | 26AT   | 和諧廣場                 |
| G M172/16 | G M172/16  | 澳巴   | 2AS    | 黑沙環衛生中心           |
| G M172/16 | G M172/16  | 澳巴   | 3AX    | 關閘（關閘東側上落客區） |
| G M172/16 | G M172/16  | 澳巴   | 22     | 祐漢                     |
| G M172/16 | G M172/16  | 新福利 | 25     | 關閘（關閘總站）         |
| G M172/16 | G M172/16  | 新福利 | 25AX   | 關閘（關閘東側上落客區） |
| G M172/16 | G M172/16  | 新福利 | 25B    | 關閘（關閘總站）         |
| G M172/16 | G M172/16  | 澳巴   | 28A    | 外港碼頭                 |
| G M172/16 | G M172/16  | 新福利 | 39     | 新口岸／科英布拉街       |
| G M172/16 | G M172/16  | 澳巴   | 50     | 城市日前地               |
| G M172/16 | G M172/16  | 澳巴   | 50B    | 城市日前地               |
| G M172/16 | G M172/16  | 澳巴   | 73     | 黑沙環衛生中心           |
| G M172/16 | G M172/16  | 澳巴   | MT1    | 城市日前地               |
| G M172/16 | G M172/16  | 澳巴   | MT2    | 城市日前地               |
| G M172/16 | G M172/16  | 澳巴   | MT5    | 皇朝                     |
| H M172/17 | H M172/17  | 澳巴   | 2A     | 東方明珠                 |
| H M172/17 | H M172/17  | 澳巴   | 7      | 東方明珠                 |

### 各路線進站方式
| 車道 | 路線                                                             | 進站方式                                                         |
| ---- | ---------------------------------------------------------------- | ---------------------------------------------------------------- |
| A    | 3A、11、21A、21AT、26A、33、101XS、N1A、N2                       | 直接進入A車道                                                    |
| A    | 8A、101X                                                         | 由葡京路／殷皇子馬路進入D／E／F車道 然後進入A車道                |
| B    | 3X、6B、9、9A、32、N1B                                           | 由葡京路／殷皇子馬路進入D／E／F車道 然後進入A車道再調頭進入B車道 |
| B    | 3BX、23                                                          | 由仙德麗街進入A車道後調頭往B車道                                 |
| C    | 50、52、71、73、N3、N5                                           | 直接進入C車道                                                    |
| D    | 3A、6B、22、28A、33、H1                                          | 直接進入D車道                                                    |
| D    | 29、39、50B、MT5、N2                                             | 進入A／C車道後調頭往D車道                                        |
| E    | 11、25、25B                                                      | 直接進入E車道                                                    |
| E    | 25AX、MT1、MT2                                                   | 進入C車道後調頭往E車道                                           |
| F    | 21A、21AT、26A、26AT                                             | 直接進入F車道                                                    |
| G    | 2AS、3AX、22、25、25AX、25B、28A、39、50、50B、73、MT1、MT2、MT5 | 直接停靠G車道                                                    |
| H    | 2A                                                               | 由葡京路進入D／E／F車道 後停靠H車道                              |
| H    | 7                                                                | 直接停靠H車道                                                    |

## 路線資料

### 終點站路線資料
| M172        | M172        | 亞馬喇前地 Praça Ferrira Amaral | 亞馬喇前地 Praça Ferrira Amaral | 亞馬喇前地 Praça Ferrira Amaral | 亞馬喇前地 Praça Ferrira Amaral | 亞馬喇前地 Praça Ferrira Amaral | 亞馬喇前地 Praça Ferrira Amaral |
| 營運商      | 路線        | 出發地                          | 目的地                          | 途經地點 | 備註                            |                                 |                                 |
| B車道（B3） | B車道（B3） | B車道（B3）                     | B車道（B3）                     | B車道（B3） | B車道（B3）                     | B車道（B3）                     | B車道（B3）                     |
| ----------- | ----------- | ------------------------------- | ------------------------------- | --- | ------------------------------- | ------------------------------- | ------------------------------- |
| 澳巴        | 3BX         | 亞馬喇前地                      | 關閘 關閘廣場                   | | 快線 節假日期間提供服務         |                                 |                                 |
| C車道（C2） |             |                                 |                                 | |                                 |                                 |                                 |
| 澳巴        | N3          | 亞馬喇前地                      | ↺ 路環市區                      | - 殷皇子馬路及新馬路 - 河邊新街（粵通碼頭、司打口、下環） - 媽閣廟及媽閣交通樞紐（ 輕軌媽閣站） - 海洋花園及氹仔海濱休憩區 - 史伯泰（麗景灣酒店） - 氹仔市區（泉澧、泉亮） - 氹仔嘉樂庇馬路（茵景園、大潭山壹號） - 路氹連貫公路（新濠天地、倫敦人） - 蓮花路停車場（ 輕軌蓮花站） - 石排灣（公屋群及郊野公園） - 路環警察訓練營 以下為6-8月期間停靠： - 路環（警察訓練營、市區、少年感化院） - 竹灣（燒烤公園、海灘、豪園） - 海蘭花園 | 夜間路線                        |                                 |                                 |
| 澳巴        | N3夏季      | 亞馬喇前地                      | ↺ 黑沙海灘                      | - 殷皇子馬路及新馬路 - 河邊新街（粵通碼頭、司打口、下環） - 媽閣廟及媽閣交通樞紐（ 輕軌媽閣站） - 海洋花園及氹仔海濱休憩區 - 史伯泰（麗景灣酒店） - 氹仔市區（泉澧、泉亮） - 氹仔嘉樂庇馬路（茵景園、大潭山壹號） - 路氹連貫公路（新濠天地、倫敦人） - 蓮花路停車場（ 輕軌蓮花站） - 石排灣（公屋群及郊野公園） - 路環警察訓練營 以下為6-8月期間停靠： - 路環（警察訓練營、市區、少年感化院） - 竹灣（燒烤公園、海灘、豪園） - 海蘭花園 | 夜間路線 6-8月期間實施          |                                 |                                 |
| 澳巴        | N5          | 亞馬喇前地                      | ↺ 蝴蝶谷大馬路                  | - 蘇利安圓形地 - 海洋花園（海洋廣場、衛生中心）（ 輕軌海洋站） - 柯維納馬路及南新花園（ 輕軌馬會站） - 氹仔中央公園及濠珀 - 氹仔市區（泉亮花園） - 湖畔大廈 - 氹仔嘉樂庇馬路（茵景園、大潭山壹號） - 偉龍馬路（土木工程實驗室） - 科大及機場貨運站（ 輕軌科大站） - 永利皇宮（ 輕軌路氹東站） - 上葡京及葡京人 - 蓮花路 - 石排灣公屋群                                                                                                  | 夜間路線                        |                                 |                                 |

### 中途站路線資料
| M172        | M172        | 亞馬喇前地 Praça Ferrira Amaral | 亞馬喇前地 Praça Ferrira Amaral | 亞馬喇前地 Praça Ferrira Amaral | 亞馬喇前地 Praça Ferrira Amaral                        | 亞馬喇前地 Praça Ferrira Amaral | 亞馬喇前地 Praça Ferrira Amaral |
| 營運商      | 路線        | 出發地                          | 目的地                          | 途經地點 | 備註                                                   |                                 |                                 |
| A車道（A1） | A車道（A1） | A車道（A1）                     | A車道（A1）                     | A車道（A1） | A車道（A1）                                            | A車道（A1）                     |                                 |
| ----------- | ----------- | ------------------------------- | ------------------------------- | --- | ------------------------------------------------------ | ------------------------------- | ------------------------------- |
| 澳巴        | 101X        | ↺ 亞馬喇前地                    | 港珠澳大橋                      | - 殷皇子馬路及新馬路 - 十六浦及水上街市 - 林茂塘（遊艇會） - 俾若翰街（綠楊花園） - 青洲大馬路（聖德蘭學校、台山街市） - 台山（巴波沙大馬路） | 快線 24小時服務                                        |                                 |                                 |
| A車道（A2） |             |                                 |                                 | |                                                        |                                 |                                 |
| 澳巴        | 3A          | ↺ 關閘 關閘廣場                 | 司打口                          | - 殷皇子馬路及新馬路 - 粵通碼頭 |                                                        |                                 |                                 |
| 澳巴        | 11          | ↺ 氹仔官也街                    | 媽閣 輕軌媽閣站 媽閣交通樞紐    | - 殷皇子馬路及新馬路 - 河邊新街（粵通碼頭、司打口、下環） - 媽閣廟 |                                                        |                                 |                                 |
| 澳巴        | 21A         | 九澳油庫                        | 媽閣 輕軌媽閣站 媽閣交通樞紐    | - 殷皇子馬路及新馬路 - 河邊新街（粵通碼頭、司打口、下環） - 媽閣廟 |                                                        |                                 |                                 |
| 澳巴        | 21AT        | ↺ 路氹連貫公路                  | 媽閣 輕軌媽閣站 媽閣交通樞紐    | - 殷皇子馬路 | 臨時線 中港澳假期期間服務                              |                                 |                                 |
| 澳巴        | N2          | 氹仔客運碼頭 輕軌氹仔碼頭站     | 筷子基北灣                      | - 葡京酒店及財神酒店 - 水坑尾街 - 盧廉若公園 - 高士德（培正中學、亞利鴉架街、紅街市） - 沙梨頭南街（運順新邨、Donki） - 俾若翰街（綠楊花園） | 夜間路線                                               |                                 |                                 |
| A車道（A3） |             |                                 |                                 | |                                                        |                                 |                                 |
| 澳巴        | 8A          | ↺ 亞馬喇前地                    | 工業園街                        | - 殷皇子馬路及新馬路 - 十六浦 - 沙欄仔及白鴿巢 - 鏡湖醫院 - 永樂戲院 - 提督馬路（紅街市） - 沙梨頭南街（運順新邨、Donki） - 筷子基北灣 - 青茂口岸及青蔥大廈 - 青翠花園 |                                                        |                                 |                                 |
| 新福利      | 26A         | 黑沙海灘                        | 筷子基北灣                      | - 殷皇子馬路及新馬路 - 十六浦及水上街市 - 沙梨頭海邊街 - 提督馬路（紅街市、蓮峰游泳池） - 青洲大馬路（北區警司處、嘉應花園） |                                                        |                                 |                                 |
| 新福利      | 33          | ↺ 柯維納馬路 輕軌馬會站         | 筷子基                          | - 殷皇子馬路及新馬路 - 十六浦及水上街市 - 沙梨頭海邊街 - 提督馬路（紅街市、蓮峰游泳池） - 青洲大馬路（北區警司處） - 逸園賽狗場 |                                                        |                                 |                                 |
| 澳巴        | N1A         | ↺ 亞馬喇前地                    | 筷子基北灣                      | - 殷皇子馬路及新馬路 - 十六浦及水上街市 - 沙梨頭海邊街 - 提督馬路（紅街市） - 白朗古將軍馬路（逸園賽狗場） - 青洲坊及青茂口岸 | 夜間路線                                               |                                 |                                 |
| B車道（B1） |             |                                 |                                 | |                                                        |                                 |                                 |
| 澳巴        | 6B          | ↺ 山頂醫院                      | 媽閣 輕軌媽閣站 媽閣交通樞紐    | - 南灣（新八佰伴、南灣湖） | 星期一至六服務 星期日及強制性假期停駛                  |                                 |                                 |
| 新福利      | 9           | 牧場街                          | ↺ 媽閣 輕軌媽閣站 媽閣碼頭      | - 南灣（新八佰伴、南灣湖） - 西灣（西灣湖、半邊橙） |                                                        |                                 |                                 |
| B車道（B2） |             |                                 |                                 | |                                                        |                                 |                                 |
| 新福利      | 9A          | 青茂                            | ↺ 旅遊塔                        | - 南灣（新八佰伴、南灣湖、立法會） |                                                        |                                 |                                 |
| 澳巴        | 23          | 青洲                            | ↺ 旅遊塔                        | - 南灣（新八佰伴、南灣湖、立法會） |                                                        |                                 |                                 |
| 新福利      | 32          | 筷子基                          | ↺ 旅遊塔                        | - 南灣（新八佰伴、南灣湖、立法會） |                                                        |                                 |                                 |
| 澳巴        | N1B         | ↺ 亞馬喇前地                    | 筷子基北灣                      | - 葡京酒店及總統酒店 - 友誼大馬路（海景花園、海立方） - 黑沙環（南華、建華） - 馬場海邊馬路 - 蓮峰廟 - 青洲大馬路（北區警司處、嘉應花園） | 夜間路線                                               |                                 |                                 |
| B車道（B3） |             |                                 |                                 | |                                                        |                                 |                                 |
| 澳巴        | 3X          | ↺ 亞馬喇前地                    | 關閘 關閘總站                   | - 新馬路 - 十六浦 - 林茂塘（遊艇會） - 俾若翰街（綠楊花園） - 青茂口岸 | 快線                                                   |                                 |                                 |
| C車道（C1） |             |                                 |                                 | |                                                        |                                 |                                 |
| 澳巴        | 71          | ↺ 亞馬喇前地                    | 澳門大學                        | - 海洋花園（海洋廣場） - 羅斯福酒店 - 蓮花海濱大馬路（銀河、生態保護區） - 澳大校區（中央教學樓、展館、會堂、綜合體育館） |                                                        |                                 |                                 |
| 澳巴        | 73          | ↺ 黑沙環衛生中心                | 澳門大學                        | - 海洋花園及氹仔海濱休憩區 - 羅斯福酒店 - 蓮花海濱大馬路（銀河、生態保護區） - 澳大校區（中央教學樓、展館、會堂、綜合體育館） |                                                        |                                 |                                 |
| C車道（C2） |             |                                 |                                 | |                                                        |                                 |                                 |
| 澳巴        | 50          | 城市日前地                      | ↺ 路環市區                      | - 史伯泰（麗景灣酒店） - 氹仔市區（泉澧、泉亮） - 氹仔嘉樂庇馬路（茵景園、大潭山壹號） - 科技大學 - 永利皇宮（ 輕軌路氹東站） - 保齡球中心及澳門蛋（ 輕軌東亞運站） - 蓮花路停車場（ 輕軌蓮花站） - 橫琴澳方口岸（ 輕軌橫琴站） - 石排灣（公屋群及郊野公園） - 路環警察訓練營                                                                                               |                                                        |                                 |                                 |
| 澳巴        | 52          | ↺ 亞馬喇前地                    | 蝴蝶谷大馬路                    | - 海洋花園及氹仔海濱休憩區 - 羅斯福酒店 - 蓮花海濱大馬路（銀河、生態保護區、高爾夫俱樂部） - 路環小型賽車場（ 輕軌石排灣站） - 石排灣公屋群 |                                                        |                                 |                                 |
| D車道（D1） |             |                                 |                                 | |                                                        |                                 |                                 |
| 澳巴        | 3A          | 司打口                          | ↺ 關閘 關閘廣場                 | - 葡京酒店及總統酒店 - 皇朝（凱旋門、永利、美高梅） - 澳門金沙 - 馬六甲街（金龍酒店） - 外港碼頭 - 黑沙環（南華、建華、中葡職中、黑沙環衛生中心） |                                                        |                                 |                                 |
| 澳巴        | 6B          | 媽閣 輕軌媽閣站 媽閣交通樞紐    | ↺ 山頂醫院                      | - 葡京酒店 - 嘉思欄馬路 - 山頂醫院急診大樓 | 星期一至六服務 星期日及強制性假日停駛                  |                                 |                                 |
| 澳巴        | 29          | 城市日前地                      | ↺ 青洲                          | - 財神酒店及假日酒店 - 高美士（利澳酒店） - 理工大學及大賽車博物館 - 回力 - 黑沙環（水塘、望信樓、望善樓、龍園） - 台山（巴波沙、牧場街） - 青茂口岸及青蔥大廈 |                                                        |                                 |                                 |
| 澳巴        | H1          | ↺ 水坑尾                        | 山頂醫院                        | - 葡京酒店 - 嘉思欄馬路 - 山頂醫院急診大樓 |                                                        |                                 |                                 |
| D車道（D2） |             |                                 |                                 | |                                                        |                                 |                                 |
| 新福利      | 39          | 新口岸／科英布拉街              | ↺ 湖畔大廈                      | - 史伯泰（麗景灣酒店） - 氹仔市區（中央公園、泉裕） |                                                        |                                 |                                 |
| 澳巴        | 50B         | 城市日前地                      | ↺ 駕考中心                      | - 史伯泰（麗景灣酒店） - 氹仔市區（大中華廣場、泉裕） - 氹仔嘉樂庇馬路（茵景園、大潭山壹號） - 偉龍馬路（土木工程實驗室） - 機場貨運站（ 輕軌科大站） |                                                        |                                 |                                 |
| 澳巴        | MT5         | ↺ 皇朝                          | 湖畔大廈                        | - 史伯泰（麗景灣酒店） - 廣東大馬路（濠景花園） - 南新花園（ 輕軌馬會站） - 氹仔市區（中央公園、泉裕） | 平日尖峰時段服務 例假日及強制性假期停駛                |                                 |                                 |
| D車道（D3） |             |                                 |                                 | |                                                        |                                 |                                 |
| 澳巴        | 22          | 祐漢                            | ↺ 柯維納馬路 輕軌馬會站         | - 史伯泰（麗景灣酒店） - 氹仔市區（大中華廣場、泉裕） - 氹仔舊城區（龍環葡韻、官也街、地堡街） - 澳門運動場 |                                                        |                                 |                                 |
| 澳巴        | 28A         | 外港碼頭                        | ↺ 柯維納馬路 輕軌馬會站         | - 史伯泰（麗景灣酒店） - 氹仔市區（大中華廣場、泉裕） - 氹仔舊城區（龍環葡韻、官也街、地堡街） - 澳門運動場 |                                                        |                                 |                                 |
| 新福利      | 33          | 筷子基                          | ↺ 柯維納馬路 輕軌馬會站         | - 史伯泰（麗景灣酒店） - 氹仔市區（大中華廣場、泉裕） - 氹仔舊城區（龍環葡韻、官也街、地堡街） - 澳門運動場 |                                                        |                                 |                                 |
| 澳巴        | N2          | 筷子基北灣                      | 氹仔客運碼頭 輕軌氹仔碼頭站     | - 南灣（新八佰伴、南灣湖） - 旅遊塔 - 氹仔海濱休憩區 - 氹仔市區（泉澧、中央公園、華寶、花城） - 湖畔大廈 - 氹仔嘉樂庇馬路（茵景園、大潭山一號） - 偉龍馬路（土木工程實驗室） | 夜間路線                                               |                                 |                                 |
| E車道（E1） |             |                                 |                                 | |                                                        |                                 |                                 |
| 澳巴        | 11          | 媽閣 輕軌媽閣站 媽閣交通樞紐    | ↺ 氹仔官也街                    | - 蘇利安圓形地（小潭山觀景台） - 海洋花園（海洋廣場、衛生中心）（ 輕軌海洋站） - 柯維納馬路及南新花園（ 輕軌馬會站） - 美景花園（ 輕軌運動場站） - 布拉干薩街 - 星皓廣場 - 氹仔市區（中央公園、泉裕） |                                                        |                                 |                                 |
| 澳巴        | MT2         | 城市日前地                      | ↺ 氹仔中央公園                  | - 蘇利安圓形地（小潭山觀景台） - 海洋花園（海洋廣場、衛生中心）（ 輕軌海洋站） - 柯維納馬路及南新花園（ 輕軌馬會站） - 美景花園（ 輕軌運動場站） |                                                        |                                 |                                 |
| E車道（E2） |             |                                 |                                 | |                                                        |                                 |                                 |
| 新福利      | 25B         | 關閘 關閘總站                   | 橫琴澳方口岸 輕軌橫琴站         | - 史伯泰（麗景灣酒店） - 氹仔市區（泉澧、泉裕） - 澳門運動場（ 輕軌運動場站） - 望德聖母灣（ 輕軌排角站） - 路氹連貫公路（新濠天地） - 美獅美高梅及倫敦人 - 鏡湖護理學院 - 蓮花路停車場（ 輕軌蓮花站） |                                                        |                                 |                                 |
| 澳巴        | MT1         | 城市日前地                      | ↺ 澳門機場 輕軌機場站           | - 史伯泰（麗景灣酒店） - 氹仔市區（大中華廣場、泉裕） - 澳門運動場（ 輕軌運動場站） - 望德聖母灣（軍營 輕軌排角站、紅樹林） - 偉龍馬路（土木工程實驗室、科大） - 氹仔客運碼頭（ 輕軌氹仔碼頭站） |                                                        |                                 |                                 |
| E車道（E3） |             |                                 |                                 | |                                                        |                                 |                                 |
| 新福利      | 25          | 關閘 關閘總站                   | ↺ 路環市區                      | - 史伯泰（麗景灣酒店） - 氹仔市區（泉澧、泉亮） - 氹仔嘉樂庇馬路（茵景園、大潭山壹號） - 路氹連貫公路（新濠天地、倫敦人、巴黎人花園） - 蓮花路停車場（ 輕軌蓮花站） - 石排灣（公屋群及郊野公園） - 路環警察訓練營 |                                                        |                                 |                                 |
| 新福利      | 25AX        | 關閘 關閘東側上落客區           | 蝴蝶谷大馬路                    | - 史伯泰（麗景灣酒店） - 氹仔市區（泉亮花園） - 路氹連貫公路（新濠天地、倫敦人） | 快線 平日尖峰時段服務 例假日及公眾假期停駛             |                                 |                                 |
| F車道       |             |                                 |                                 | |                                                        |                                 |                                 |
| 澳巴        | 21A         | 媽閣 輕軌媽閣站 媽閣交通樞紐    | 九澳油庫                        | - 史伯泰（麗景灣酒店） - 氹仔市區（泉澧、泉亮） - 氹仔嘉樂庇馬路（茵景園、大潭山壹號） - 路氹連貫公路（新濠天地、倫敦人、巴黎人花園） - 蓮花路停車場（ 輕軌蓮花站） - 石排灣（公屋群及郊野公園） - 路環（警察訓練營、市區、少年感化院） - 竹灣（燒烤公園、海灘、豪園） - 海蘭花園 - 黑沙（海灘、黑沙村、郊野公園、鷺環海天酒店） - 九澳（郊野公園、懲教局、九澳聖若瑟學校） |                                                        |                                 |                                 |
| 澳巴        | 21AT        | 媽閣 輕軌媽閣站 媽閣交通樞紐    | ↺ 路氹連貫公路                  | | 臨時線 節假日期間提供服務                              |                                 |                                 |
| 新福利      | 26A         | 筷子基北灣                      | 黑沙海灘                        | - 史伯泰（麗景灣酒店） - 氹仔市區（泉澧、泉亮） - 澳門運動場（ 輕軌運動場站） - 望德聖母灣（軍營 輕軌排角站、紅樹林） - 路氹連貫公路（新濠天地、倫敦人、巴黎人花園） - 蓮花路停車場（ 輕軌蓮花站） - 石排灣（公屋群及郊野公園） - 路環（警察訓練營、市區、少年感化院） - 竹灣（燒烤公園、海灘、豪園） - 海蘭花園                                                            |                                                        |                                 |                                 |
| 新福利      | 26AT        | ↺ 新馬路                        | 和諧廣場                        | - 望德聖母灣（軍營 輕軌排角站、紅樹林） - 路氹連貫公路（新濠天地、倫敦人、巴黎人花園） | 臨時線 中港澳假期期間服務                              |                                 |                                 |
| G車道       |             |                                 |                                 | |                                                        |                                 |                                 |
| 澳巴        | 2AS         | ↺ 亞馬喇前地                    | 黑沙環衛生中心                  | - 黑沙環（海上居） | 2A路線特班車 平日早上尖峰時段服務 例假日及公眾假期停駛 |                                 |                                 |
| 澳巴        | 3AX         | ↺ 亞馬喇前地                    | 關閘 關閘東側上落客區           | - 財神酒店 - 皇朝（宋玉生廣場） - 澳門金沙 - 黑沙環（南華、保利達、海上居） | 快線 星期一至六尖峰時段服務 星期日及強制性假期停駛     |                                 |                                 |
| 澳巴        | 22          | ↺ 柯維納馬路 輕軌馬會站         | 祐漢                            | - 財神酒店 - 水坑尾街 - 盧廉若公園 - 高士德（培正中學） - 俾利喇街及澳廣視 - 黑沙環（龍園） |                                                        |                                 |                                 |
| 新福利      | 25          | ↺ 路環市區                      | 關閘 關閘總站                   | - 財神酒店 - 水坑尾街 - 高士德（培正中學、亞利鴉架街） - 提督馬路（蓮峰游泳池） - 台山（巴波沙） |                                                        |                                 |                                 |
| 新福利      | 25AX        | 蝴蝶谷大馬路                    | 關閘 關閘東側上落客區           | - 黑沙環（南華） | 快線 平日尖峰時段服務 例假日及公眾假期停駛             |                                 |                                 |
| 新福利      | 25B         | 橫琴澳方口岸 輕軌橫琴站         | 關閘 關閘總站                   | - 財神酒店及假日酒店 - 羅理基（治安警察局） - 水坑尾街 - 盧廉若公園 - 高士德（培正中學） - 白朗古將軍馬路（逸園賽狗場） - 台山（鄭觀應公立學校、新城市） |                                                        |                                 |                                 |
| 澳巴        | 28A         | ↺ 柯維納馬路 輕軌馬會站         | 外港碼頭                        | - 財神酒店及假日酒店 - 高美士（利澳、理工大學、大賽車博物館、馬六甲街停車場） |                                                        |                                 |                                 |
| 新福利      | 39          | ↺ 湖畔大廈                      | 新口岸／科英布拉街              | - 皇朝（凱旋門、永利、美高梅） |                                                        |                                 |                                 |
| 澳巴        | 50          | ↺ 路環市區                      | 城市日前地                      | - 財神酒店及假日酒店 - 皇朝（宋玉生廣場、柏嘉街、凱旋門、永利、美高梅） |                                                        |                                 |                                 |
| 澳巴        | 50B         | ↺ 駕考中心                      | 城市日前地                      | |                                                        |                                 |                                 |
| 澳巴        | 73          | 澳門大學                        | ↺ 黑沙環衛生中心                | - 黑沙環（海上居） |                                                        |                                 |                                 |
| 澳巴        | MT1         | ↺ 澳門機場                      | 城市日前地                      | - 總統酒店 |                                                        |                                 |                                 |
| 澳巴        | MT2         | ↺ 氹仔中央公園                  | 城市日前地                      | - 總統酒店 |                                                        |                                 |                                 |
| 澳巴        | MT5         | 湖畔大廈                        | ↺ 皇朝                          | - 總統酒店 - 城市日大馬路（凱旋門、永利、美高梅） | 平日尖峰時段服務 例假日及強制性假期停駛                |                                 |                                 |
| H車道       |             |                                 |                                 | |                                                        |                                 |                                 |
| 澳巴        | 2A          | ↺ 亞馬喇前地                    | 東方明珠                        | - 約翰四世大馬路 - 水坑尾街 - 盧廉若公園 - 荷蘭園大馬路（荷蘭花園、栢蕙） - 美副將（鮑思高球場） - 黑沙環（電力公司、海濱、中葡職中、衛生中心） |                                                        |                                 |                                 |
| 澳巴        | 7           | 城市日前地                      | 東方明珠                        | - 約翰四世大馬路 - 水坑尾街 - 塔石（高美士中葡中學） - 新橋區（社會工作局、鏡湖醫院） - 連勝馬路及高士德 - 雅廉訪及筷子基 - 台山（台山街市、三角花園） - 祐漢（勝意樓、祐漢街市） |                                                        |                                 |                                 |

## 賽車期間路線資料
| 車道 | 站點位置 | 營運商 | 路線 方向                    | 途經地點 | 備註             |
| ---- | -------- | ------ | ---------------------------- | --- | ---------------- |
| A    | A1       | 澳巴   | 101X 港珠澳大橋              | - 殷皇子馬路及新馬路 - 十六浦及水上街市 - 林茂塘（遊艇會） - 俾若翰街（綠楊花園） - 青洲大馬路（聖德蘭學校、台山街市） - 台山（巴波沙） |                  |
| A    | A2       | 澳巴   | 3A 媽閣碼頭                  | - 殷皇子馬路及新馬路 - 河邊新街（粵通碼頭、司打口、下環） |                  |
| A    | A2       | 澳巴   | 11 媽閣（媽閣交通樞紐）      | - 殷皇子馬路及新馬路 - 河邊新街（粵通碼頭、司打口、下環） - 媽閣廟 |                  |
| A    | A2       | 澳巴   | 21A 媽閣（媽閣交通樞紐）     | - 殷皇子馬路及新馬路 - 河邊新街（粵通碼頭、司打口、下環） - 媽閣廟 |                  |
| A    | A2       | 澳巴   | N2 筷子基北灣                | - 約翰四世大馬路 - 水坑尾街 - 盧廉若公園 - 高士德（培正中學、亞利鴉架街、紅街市） - 沙梨頭南街（運順新邨、Donki） - 俾若翰街（綠楊花園） |                  |
| A    | A3       | 澳巴   | 8A 工業園街                  | - 殷皇子馬路及新馬路 - 十六浦 - 沙欄仔及白鴿巢 - 鏡湖醫院 - 永樂戲院 - 提督馬路（紅街市） - 沙梨頭南街（運順新邨、Donki） - 筷子基北灣 - 青茂口岸及青蔥大廈 - 青翠花園 |                  |
| A    | A3       | 新福利 | 26A 筷子基北灣               | - 殷皇子馬路及新馬路 - 十六浦及水上街市 - 沙梨頭海邊街 - 提督馬路（紅街市、蓮峰游泳池） - 青洲大馬路（北區警司處、嘉應花園） |                  |
| A    | A3       | 新福利 | 33 筷子基                    | - 殷皇子馬路及新馬路 - 十六浦及水上街市 - 沙梨頭海邊街 - 提督馬路（紅街市、蓮峰游泳池） - 青洲大馬路（北區警司處） - 逸園賽狗場 |                  |
| A    | A3       | 澳巴   | N1A 筷子基北灣               | - 殷皇子馬路及新馬路 - 十六浦及水上街市 - 沙梨頭海邊街 - 提督馬路（紅街市） - 白朗古將軍馬路（逸園賽狗場） - 青洲坊及青茂口岸 |                  |
| B    | B1       | 澳巴   | 6B 媽閣（媽閣交通樞紐）      | - 南灣（新八佰伴、南灣湖） |                  |
| B    | B1       | 新福利 | 9 媽閣（媽閣碼頭）           | - 南灣（新八佰伴、南灣湖） - 西灣（西灣湖、半邊橙） |                  |
| B    | B2       | 新福利 | 9A 旅遊塔                    | - 南灣（新八佰伴、南灣湖、立法會） |                  |
| B    | B2       | 澳巴   | 23 旅遊塔                    | - 南灣（新八佰伴、南灣湖、立法會） |                  |
| B    | B2       | 新福利 | 32 旅遊塔                    | - 南灣（新八佰伴、南灣湖、立法會） |                  |
| B    | B2       | 澳巴   | N1B 筷子基北灣               | - 皇朝（凱旋門、永利、美高梅、捐血中心） - 高美士（利澳、理工大學、馬六甲街停車場） - 澳廣視 - 黑沙環（龍園） - 馬場海邊馬路 - 蓮峰廟 - 青洲大馬路（北區警司處、嘉應花園） |                  |
| B    | B3       | 澳巴   | 3X 關閘（關閘總站）          | - 新馬路 - 十六浦 - 林茂塘（遊艇會） - 俾若翰街（綠楊花園） - 青茂口岸 |                  |
| C    | C1       | 澳巴   | 71 澳門大學                  | - 海洋花園（海洋廣場） - 羅斯福酒店 - 蓮花海濱大馬路（銀河、生態保護區） - 澳大校區（中央教學樓、展館、會堂、綜合體育館） |                  |
| C    | C2       | 澳巴   | 50 路環市區                  | - 史伯泰（麗景灣酒店） - 氹仔市區（泉澧、泉亮） - 氹仔嘉樂庇馬路（茵景園、大潭山壹號） - 科技大學 - 永利皇宮（ 輕軌路氹東站） - 保齡球中心及澳門蛋（ 輕軌東亞運站） - 蓮花路停車場（ 輕軌蓮花站） - 橫琴澳方口岸（ 輕軌橫琴站） - 石排灣（公屋群及郊野公園） - 路環警察訓練營                                                                                               |                  |
| C    | C2       | 澳巴   | 52 蝴蝶谷大馬路              | - 海洋花園及氹仔海濱休憩區 - 羅斯福酒店 - 蓮花海濱大馬路（銀河、生態保護區、高爾夫俱樂部） - 路環小型賽車場（ 輕軌石排灣站） - 石排灣公屋群 |                  |
| C    | C2       | 澳巴   | N3 路環市區                  | - 殷皇子馬路及新馬路 - 河邊新街（粵通碼頭、司打口、下環） - 媽閣廟及媽閣交通樞紐（ 輕軌媽閣站） - 海洋花園及氹仔海濱休憩區 - 史伯泰（麗景灣酒店） - 氹仔市區（泉澧、泉亮） - 氹仔嘉樂庇馬路（茵景園、大潭山一號） - 路氹連貫公路（新濠天地、倫敦人） - 蓮花路停車場（ 輕軌蓮花站） - 石排灣（公屋群及郊野公園） - 路環警察訓練營                                            |                  |
| C    | C2       | 澳巴   | N5 蝴蝶谷大馬路              | - 蘇利安圓形地（小潭山觀景台） - 海洋花園及衛生中心（ 輕軌海洋站） - 柯維納馬路及南新花園（ 輕軌馬會站） - 氹仔中央公園及濠珀 - 氹仔市區（泉亮花園） - 湖畔大廈 - 氹仔嘉樂庇馬路（茵景園、大潭山一號） - 偉龍馬路（土木工程實驗室） - 科大及機場貨運站（ 輕軌科大站） - 永利皇宮（ 輕軌路氹東站） - 上葡京及葡京人 - 蓮花路 - 石排灣公屋群                                  |                  |
| D    | D1       | 澳巴   | 3A 關閘（關閘廣場）          | - 皇朝（凱旋門、永利、美高梅） - 澳門金沙 - 馬六甲街（金龍酒店） - 澳廣視及慕拉士 - 黑沙環（海濱、建華、中葡職中、衛生中心） |                  |
| D    | D1       | 澳巴   | 6B 水坑尾                    | - 約翰四世大馬路 |                  |
| D    | D1       | 澳巴   | 8 綜藝館                     | - 皇朝（凱旋門、永利、美高梅） - 澳門金沙 - 馬六甲街（金龍酒店） | 賽車期間臨時停靠 |
| D    | D1       | 澳巴   | 12 綜藝館                    | - 皇朝（凱旋門、永利、美高梅） - 澳門金沙 - 馬六甲街（金龍酒店） | 賽車期間臨時停靠 |
| D    | D1       | 澳巴   | H1 粵華中學                  | - 約翰四世大馬路 - 水坑尾街 |                  |
| D    | D2       | 新福利 | 39 湖畔大廈                  | - 史伯泰（麗景灣酒店） - 氹仔市區（中央公園、泉裕） |                  |
| D    | D2       | 澳巴   | 50B 駕考中心                 | - 史伯泰（麗景灣酒店） - 氹仔市區（大中華廣場、泉裕） - 氹仔嘉樂庇馬路（茵景園、大潭山壹號） - 偉龍馬路（土木工程實驗室） - 機場貨運站（ 輕軌科大站） |                  |
| D    | D2       | 澳巴   | MT5 湖畔大廈                 | - 史伯泰（麗景灣酒店） - 廣東大馬路（濠景花園） - 南新花園（ 輕軌馬會站） - 氹仔市區（中央公園、泉裕） |                  |
| D    | D3       | 澳巴   | 22 柯維納馬路                | - 史伯泰（麗景灣酒店） - 氹仔市區（大中華廣場、泉裕） - 氹仔舊城區（龍環葡韻、官也街、地堡街） - 澳門運動場 |                  |
| D    | D3       | 澳巴   | 28A 柯維納馬路               | - 史伯泰（麗景灣酒店） - 氹仔市區（大中華廣場、泉裕） - 氹仔舊城區（龍環葡韻、官也街、地堡街） - 澳門運動場 |                  |
| D    | D3       | 新福利 | 33 柯維納馬路                | - 史伯泰（麗景灣酒店） - 氹仔市區（大中華廣場、泉裕） - 氹仔舊城區（龍環葡韻、官也街、地堡街） - 澳門運動場 |                  |
| D    | D3       | 澳巴   | N2 氹仔客運碼頭              | - 南灣（新八佰伴、南灣湖） - 旅遊塔 - 氹仔海濱休憩區 - 氹仔市區（泉澧、中央公園、華寶、花城） - 湖畔大廈 - 氹仔嘉樂庇馬路（茵景園、大潭山一號） - 偉龍馬路（土木工程實驗室） |                  |
| E    | E1       | 澳巴   | 11 氹仔官也街                | - 蘇利安圓形地（小潭山觀景台） - 海洋花園（海洋廣場、衛生中心）（ 輕軌海洋站） - 柯維納馬路及南新花園（ 輕軌馬會站） - 美景花園（ 輕軌運動場站） - 布拉干薩街 - 星皓廣場 - 氹仔市區（中央公園、泉裕） |                  |
| E    | E1       | 澳巴   | MT2 氹仔中央公園             | - 蘇利安圓形地（小潭山觀景台） - 海洋花園（海洋廣場、衛生中心）（ 輕軌海洋站） - 柯維納馬路及南新花園（ 輕軌馬會站） - 美景花園（ 輕軌運動場站） |                  |
| E    | E2       | 新福利 | 25B 橫琴澳方口岸             | - 史伯泰（麗景灣酒店） - 氹仔市區（泉澧、泉裕） - 澳門運動場（ 輕軌運動場站） - 望德聖母灣（ 輕軌排角站） - 路氹連貫公路（新濠天地） - 美獅美高梅及倫敦人 - 鏡湖護理學院 - 蓮花路停車場（ 輕軌蓮花站） |                  |
| E    | E2       | 新福利 | 102X 橫琴澳方口岸            | - 氹仔市區（泉澧、泉裕、花城） - 澳門運動場（ 輕軌運動場站） - 蓮花海濱大馬路（銀河、生態保護區） - 新濠影滙及蓮花路停車場（ 輕軌蓮花站） | 賽車期間臨時停靠 |
| E    | E2       | 澳巴   | MT1 澳門機場                 | - 史伯泰（麗景灣酒店） - 氹仔市區（大中華廣場、泉裕） - 澳門運動場（ 輕軌運動場站） - 望德聖母灣（軍營 輕軌排角站、紅樹林） - 偉龍馬路（土木工程實驗室、科大） - 氹仔客運碼頭（ 輕軌氹仔碼頭站） |                  |
| E    | E3       | 澳巴   | 7 城市日前地                 | | 賽車期間臨時停靠 |
| E    | E3       | 新福利 | 25 路環市區                  | - 史伯泰（麗景灣酒店） - 氹仔市區（泉澧、泉亮） - 氹仔嘉樂庇馬路（茵景園、大潭山壹號） - 路氹連貫公路（新濠天地、倫敦人、巴黎人花園） - 蓮花路停車場（ 輕軌蓮花站） - 石排灣（公屋群及郊野公園） - 路環警察訓練營 |                  |
| F    | F        | 澳巴   | 21A 九澳油庫                 | - 史伯泰（麗景灣酒店） - 氹仔市區（泉澧、泉亮） - 氹仔嘉樂庇馬路（茵景園、大潭山壹號） - 路氹連貫公路（新濠天地、倫敦人、巴黎人花園） - 蓮花路停車場（ 輕軌蓮花站） - 石排灣（公屋群及郊野公園） - 路環（警察訓練營、市區、少年感化院） - 竹灣（燒烤公園、海灘、豪園） - 海蘭花園 - 黑沙（海灘、黑沙村、郊野公園、鷺環海天酒店） - 九澳（郊野公園、懲教局、九澳聖若瑟學校） |                  |
| F    | F        | 澳巴   | 23 青洲                      | - 皇朝（凱旋門、永利、美高梅、捐血中心） - 何賢公園 - 高士德（培正中學、紅街市） - 沙梨頭南街（運順新邨、Donki） - 白朗古將軍馬路（逸園賽狗場） - 青洲大馬路（嘉應花園） - 青茂口岸及青蔥大廈 - 美樂花園 - 工業園街（跨境工業區） | 賽車期間臨時停靠 |
| F    | F        | 新福利 | 26A 黑沙海灘                 | - 史伯泰（麗景灣酒店） - 氹仔市區（泉澧、泉亮） - 澳門運動場（ 輕軌運動場站） - 望德聖母灣（軍營 輕軌排角站、紅樹林） - 路氹連貫公路（新濠天地、倫敦人、巴黎人花園） - 蓮花路停車場（ 輕軌蓮花站） - 石排灣（公屋群及郊野公園） - 路環（警察訓練營、市區、少年感化院） - 竹灣（燒烤公園、海灘、豪園） - 海蘭花園                                                            |                  |
| G    | G        | 澳巴   | 3AX 關閘（關閘東側上落客區） | - 皇朝（凱旋門、永利、美高梅、宋玉生廣場） - 澳門金沙 - 黑沙環（海濱、保利達、海上居） |                  |
| G    | G        | 澳巴   | 22 祐漢                      | - 約翰四世大馬路 - 水坑尾街 - 盧廉若公園 - 高士德（培正中學） - 俾利喇街及澳廣視 - 黑沙環（龍園） |                  |
| G    | G        | 新福利 | 25 關閘（關閘總站）          | - 約翰四世大馬路 - 水坑尾街 - 高士德（培正中學、亞利鴉架街） - 提督馬路（蓮峰游泳池） - 台山（巴波沙） |                  |
| G    | G        | 新福利 | 25B 關閘（關閘總站）         | - 約翰四世大馬路 - 水坑尾街 - 盧廉若公園 - 高士德（培正中學） - 白朗古將軍馬路（逸園賽狗場） - 台山（菜園涌邊街） |                  |
| G    | G        | 澳巴   | 28A 綜藝館                   | - 皇朝（凱旋門、永利、美高梅、捐血中心） - 高美士（利澳、理工大學、馬六甲街停車場） |                  |
| G    | G        | 新福利 | 39 新口岸／科英布拉街        | - 城市日大馬路（凱旋門、永利、美高梅） |                  |
| G    | G        | 澳巴   | 50 城市日前地                | - 城市日大馬路（凱旋門、永利、美高梅） |                  |
| G    | G        | 澳巴   | 50B 城市日前地               | - 城市日大馬路（凱旋門、永利、美高梅） |                  |
| G    | G        | 澳巴   | MT1 城市日前地               | - 城市日大馬路（凱旋門、永利、美高梅） |                  |
| G    | G        | 澳巴   | MT2 城市日前地               | - 城市日大馬路（凱旋門、永利、美高梅） |                  |
| G    | G        | 澳巴   | MT5 皇朝                     | - 城市日大馬路（凱旋門、永利、美高梅） |                  |
| G    | G        | 新福利 | H3 水坑尾                    | |                  |
| H    | H        | 澳巴   | 2A 東方明珠                  | - 約翰四世大馬路 - 水坑尾街 - 盧廉若公園 - 高士德（培正中學） - 俾利喇及澳廣視 - 慕拉士 - 黑沙環（海濱、中葡職中、衛生中心） |                  |
| H    | H        | 澳巴   | 7 東方明珠                   | - 約翰四世大馬路 - 水坑尾街 - 塔石（高美士中葡中學） - 新橋區（社會工作局、鏡湖醫院） - 連勝馬路及高士德 - 雅廉訪及筷子基 - 台山（台山街市、三角花園） - 祐漢（勝意樓、祐漢街市） |                  |
| H    | H        | 澳巴   | 12T 外港碼頭                 | | 賽車期間提供服務 |
| H    | H        | 新福利 | 102X 港珠澳大橋              | - 馬六甲街 - 黑沙環（南澳、保利達） | 賽車期間臨時停靠 |

- 備註：25AX、29、73路線於賽車期間暫不停靠本站；2AS路線暫停服務

## 澳門通轉乘優惠
- 轉乘服務是澳門兩間巴士公司提供予乘客之轉車優惠，讓乘客透過轉乘模式，用一程車費，搭乘最多三程的路線，免除點對點路線服務的不足。
- 本站的設置主要就是為了推廣轉乘服務。

## 計劃

### 路線分流至地底和附近站點
- 現時亞馬喇前地停靠之日間路線高達38條，交通事務局林衍新在2019年7月11日表示，初步想法將最少三條路線分流至地下停車場，以上下層作分隔，希望減少進入亞馬喇前地的巴士數量；同時有計劃將部份路線分流至附近站點。林衍新指出，這只是初步的想法，具體方案會再公佈，爭取於年內完成設計方案。

- 而具體方案就是把本站的車道由原來的6條改為8條，增加G和H車道，分流部分路線停在該兩車道，可讓巴士不用再繞道，從而堵塞交通。並把部分停靠葡京酒店站的路線取消停靠本站。部分轉車的乘客需要到該站轉車。

- 2022年4月4日，交通事務局回覆澳門特別行政區立法會間選議員何潤生書面質詢時稱，經重新審視及綜合評估，尤其是2021年6月暴雨對澳門廣泛地區造成的水浸情況，已擱置本站及停車場改建工程計劃。[12]

## 爭議
- 候車亭太小，根本不能滿足大量乘客轉乘。
- 環境太空曠，遮蔭的設備不足。當太陽猛烈和下雨時，不方便候車者。
- 自從亞馬喇前地工程完成後，部分巴士路線取消停靠此站，引起部分市民和遊客不滿。
- 每逢大型節假日期間，本站出現大塞車問題，多部巴士塞死，被批評轉乘站設計出現問題[13]。有意見建議在大型節假日期間，將部分途經本站的巴士路線（如前往南灣湖方向的路線）分流至周邊的臨時分流站，減輕本站A、B車道的壓力[14]。
- 2024年7月5日，有居民反映亞馬喇前地的澳巴擺放在路線架上的小型大聲公能否撤走，避免聲音污染。澳巴在個案跟進回應︰由於亞馬喇前地站點客流量較大、乘車人數眾多，澳巴使用揚聲器播放乘車指引資訊，方便廣大市民及旅客知悉有關巴士資訊。[15]

## 鄰近公共運輸站
M68 葡京路（Av. Lisboa）
路線：9、9A
M69 葡京酒店（Hotel Lisboa）
路線：3、3A、5X、6B、7、8、10、10B、12、23、32、102X、H1、N1B、N2
「葡京酒店」計程車站
「葡京酒店」三輪車站

## 外部連結
- 新福利官方網站 （繁體中文） （页面存档备份，存于）
- 澳巴官方網站 （繁體中文） （页面存档备份，存于）